# Belle Jeunesse
Pour plus de détails, voir Fiche technique et Distribution.
Belle Jeunesse (titre original : Summer Holiday) est un film américain réalisé par Rouben Mamoulian, sorti en 1948.

## Synopsis
Au début du XXe siècle, dans une petite ville du Connecticut. Le jeune Richard Miller, qui vit dans un quartier de la classe moyenne avec sa famille, est amoureux de Muriel, sa voisine. Mais le père de cette dernière ne voit pas d'un très bon œil cet amour de jeunesse. En effet, il trouve que le jeune garçon, avec ses idées révolutionnaires, a une très mauvais influence sur sa fille…

## Fiche technique
- Titre original : Summer Holiday
- Titre : Belle Jeunesse
- Réalisation : Rouben Mamoulian
- Scénario : Eugene O'Neill, Frances Goodrich et Albert Hackett
- Direction artistique : Cedric Gibbons et Jack Martin Smith
- Décors : Edwin B. Willis
- Costumes : Walter Plunkett
- Photographie : Charles Edgar Schoenbaum
- Son :	Douglas Shearer
- Musique : Conrad Salinger
- Montage : Albert Akst
- Production : Arthur Freed
- Société de production : Metro-Goldwyn-Mayer
- Société de distribution : Loew's Inc.
- Pays d'origine :  États-Unis
- Langue originale : anglais
- Format : Noir et blanc — 35 mm — 1,37:1 — son Mono (Western Electric Sound System)
- Genre : Comédie musicale
- Durée : 93 minutes
- Date de sortie :
  - États-Unis  : 16 avril 1948
  - France : 27 décembre 1948

## Distribution
- Mickey Rooney : Richard Miller
- Gloria DeHaven : Muriel McComber
- Walter Huston : Mr. Nat Miller
- Frank Morgan : oncle Sid
- Agnes Moorehead : cousine Lily
- Anne Francis : Elsie Rand
- John Alexander : Mr. Dave McComber
- Howard Freeman : Mr. Peabody
- Selena Royle : Mrs. Essie Miller